# Võ Chí Công
Võ Chí Công (* Quảng Nam,  7 de agosto de 1912 - Ciudad Ho Chi Minh, 8 de septiembre de 2011) fue un político comunista vietnamita. Presidente de Vietnam de 1987 hasta 1992.

## Biografía
Le Duc Anh nació en la provincia de Quảng Nam. Miembro de muchos años del Partido Comunista de Vietnam.
Fue Ministro de Agricultura de Vietnam de 1977 a 1979.
| Predecesor: Trường Chinh | Presidente de la República Socialista de Vietnam 1987 - 1992 | Sucesor: Lê Đức Anh |